# 德蘭 (伊利諾伊州)
德蘭（英語：De Land）是位於美國伊利諾伊州皮亞特縣的一個村落。

## 地理
德蘭的座標為40°07′18″N 88°38′42″W / 40.12167°N 88.64500°W，而該地最高點為海拔高度214米（即702英尺）。

## 人口
根據2010年美國人口普查的數據，德蘭的面積為1.11平方千米，當中陸地面積為1.11平方千米，而水域面積為0.00平方千米。當地共有人口446人，而人口密度為每平方千米401人。